# Swarraton
Swarraton is een plaats en civil parish in het bestuurlijke gebied Winchester, in het Engelse graafschap Hampshire met 40 inwoners.